# Werschine Swasljan

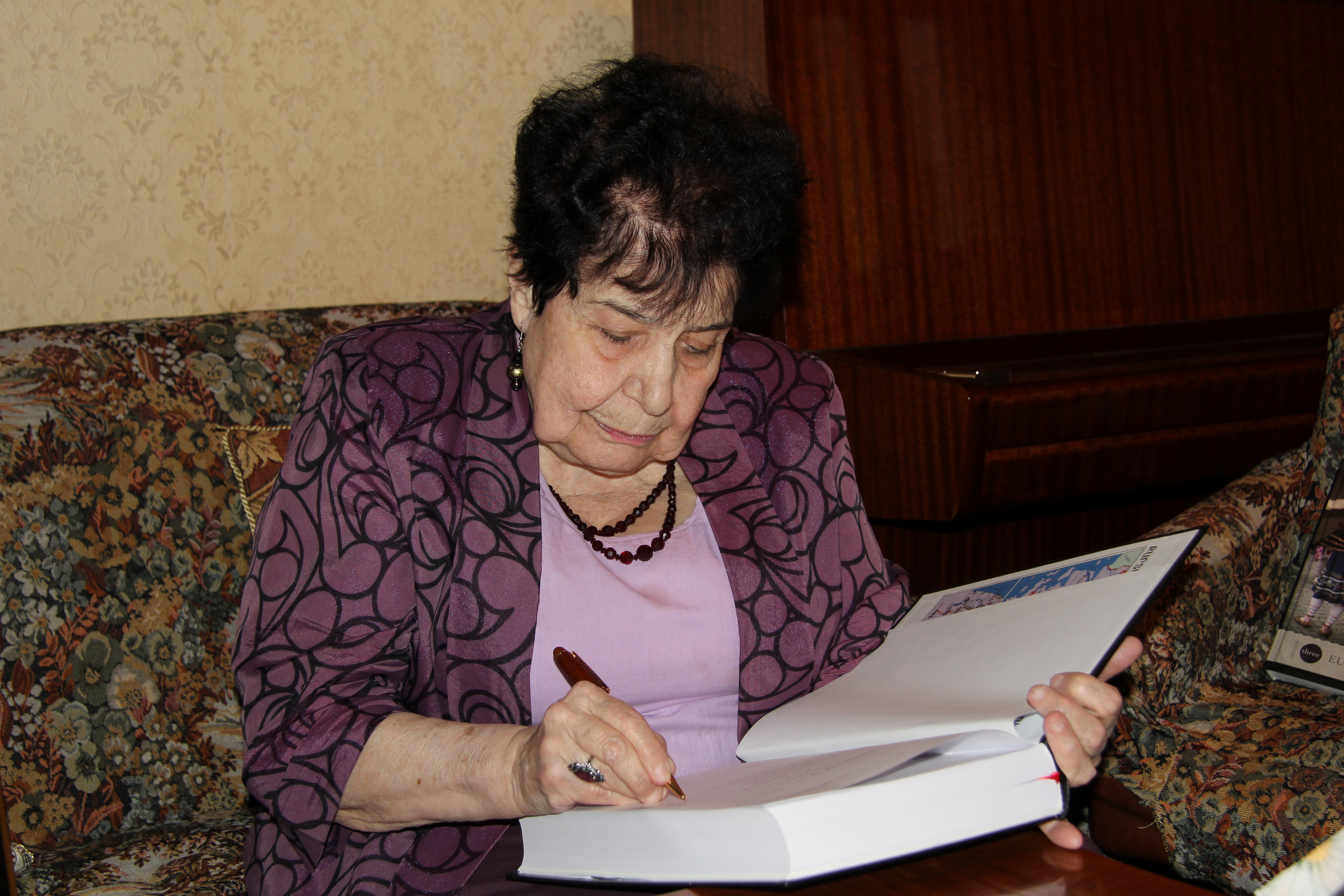
Werschine Swasljan, 2014

Werschine Swasljan (armenisch Վերժինե Սվազլյան, russisch Вержине Гарниковна Свазлян; * 1. März 1934 in Alexandria) ist eine sowjetische bzw. armenische Ethnographin.

## Leben
Swasljan, Tochter des aus dem Osmanischen Reich geflüchteten Schriftstellers Garnik Swasljan, besuchte in Alexandria die armenische Pogasjan-Schule und dann die Schule der Armenischen Schwestern der Unbefleckten Empfängnis mit vertieftem Französisch-Unterricht. Mit den Eltern kam sie 1947 in die Armenische Sozialistische Sowjetrepublik (SSR). Sie studierte in Jerewan an dem nach Chatschatur Abowjan benannten Armenischen Staatlichen Pädagogik-Institut mit Abschluss 1956 am Lehrstuhl für Armenische Sprache und Literatur.
Ab 1958 arbeitete Swasljan am M.-Abeghjan-Institut für Literatur der Akademie der Wissenschaften der Armenischen SSR (seit 1993 Nationale Akademie der Wissenschaften der Republik Armenien) als Aspirantin bei Karapet Melik-Ogandschanjan. Sie wurde 1961 wissenschaftliche Mitarbeiterin des Instituts für Archäologie und Ethnographie der Akademie der Wissenschaften der Armenischen SSR. Ihre Dissertation über Leben und Werk des armenischen Fokloristen Sarkis Aikuni verteidigte sie 1965 am  M.-Abeghjan-Institut für Literatur mit Erfolg für die Promotion zur Kandidatin der philologischen Wissenschaften.
Swasljan hatte bereits 1955 begonnen, Überlieferungen der armenischen Folklore im früheren Osmanischen Reich zu sammeln, sodass die armenische Folklore ihr Forschungsschwerpunkt wurde. Sie verteidigte 1995 als Doktor-Dissertation ihr Buch über die mündlichen Überlieferungen der Armenier Kilikiens mit Erfolg für die Promotion zur Doktorin der philologischen Wissenschaften. Es folgte 2000 ihr Buch über die Folklore der Armenier in Konstantinopel.
Von 1996 bis 2004 war Swasljan Mitglied des Wissenschaftsrats des Jerewaner Museum-Instituts des Völkermords an den Armeniern. Sie veröffentlichte Bücher über den Völkermord an den Armeniern. Das Buch mit 700 Augenzeugenberichten erschien auf Armenisch, Englisch, Französisch und Deutsch und 2013 auch auf Türkisch.

## Ehrungen, Preise
- Medaille „Veteran der Arbeit“ (1975)
- Musa-Dağı-Goldmedaille (1985)
- Ehrenbürgerin der Stadt Seitun (1992)
- Ehrenbürgerin Vaspurakans (1999)
- Aikaschen-Ususnjan-Preis der Tekeyan Cultural Association der armenischen Diaspora (2002)[9]
- Preis des Präsidenten der Republik Armenien (2006)[10]
- Ehrenbürgerin der Stadt Hadschin (2006)
- Hakob-Meghapart-Medaille (2009)[9]
- David-Anhaght-Preis der Akademie der Armenischen Philosophie (2011)[10]
- Moses-von-Choren-Medaille (2013)[10]
- Verdiente Wissenschaftlerin der Republik Armenien (2016)[10]